# حمزة بانوح
حمزة بانوح (7 مايو 1990 بمدينة الجزائر في الجزائر - ) هو لاعب كرة قدم جزائري في مركز المهاجم في نادي الغوطة السعودي.

## روابط خارجية
- حمزة بانوح على موقع قاعدة بيانات كرة القدم.إي يو (الإنجليزية)
- حمزة بانوح على موقع Soccerway.com (الإنجليزية)